# أنثروبايزم

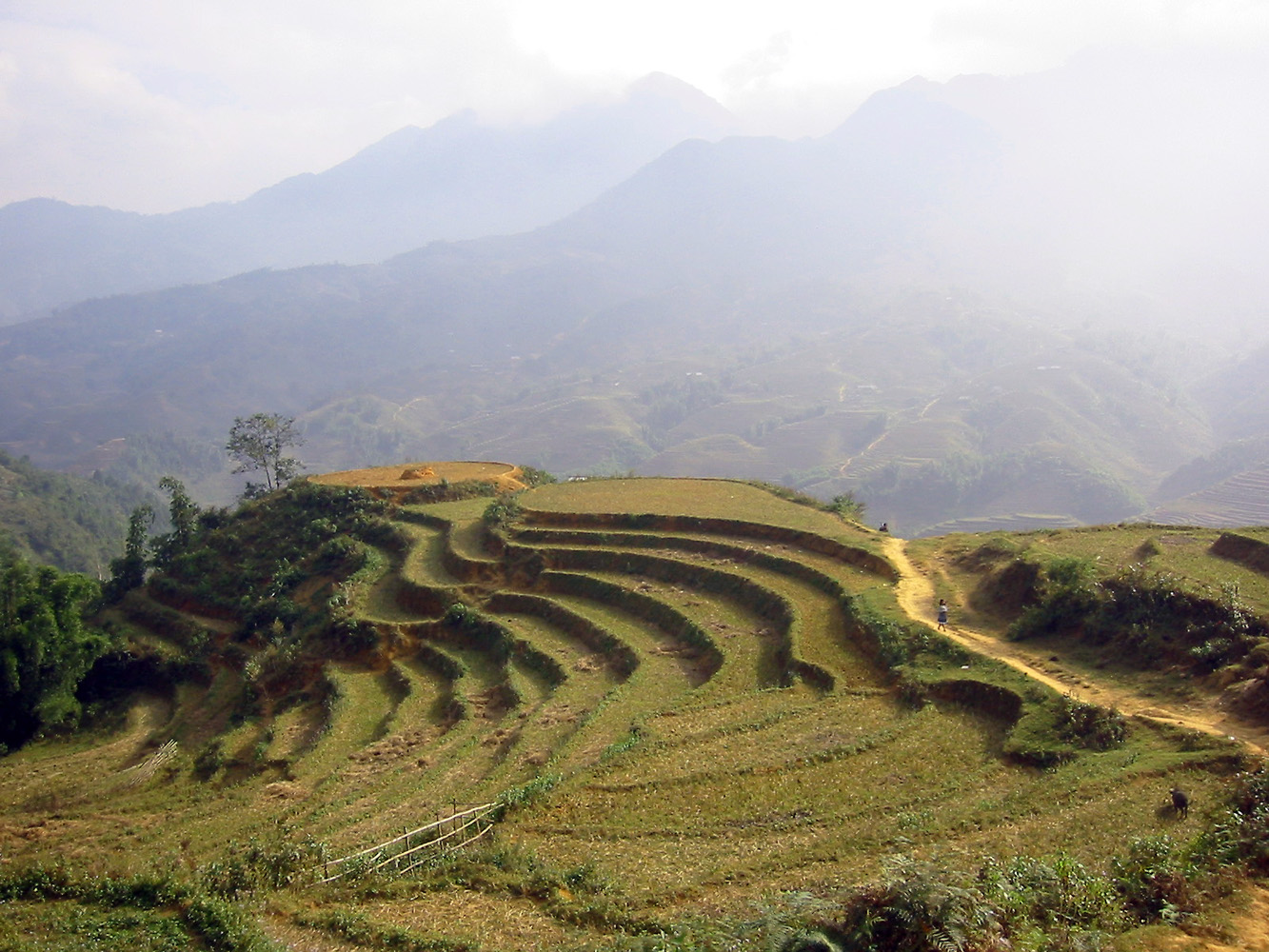

الأنثروبايزم (من اليوناني nthrōpos الإنسان) ويشير في الجغرافيا والإيكولوجيا إلى مجموعة من التدخلات البشرية لتحويل البيئة الطبيعية. وبالرغم من أن هدف هذه التدخلات تكييف البيئة مع احتياجات الإنسان وتحسين نوعية الحياة، إلا أنها قد تؤثر على البيئة بشكل سلبي، وتدمر التوازن الطبيعي للنظم البيئية.